# مقاطعة مكينتوش (جورجيا)
مقاطعة مكينتوش (بالإنجليزية: McIntosh County)‏ هي إحدى المقاطعات في ولاية جورجيا في الولايات المتحدة الأمريكية.